# Gutti, Basavakalyan
Gutti là một làng thuộc tehsil Basavakalyan, huyện Bidar, bang Karnataka, Ấn Độ.